# Grottes de Floreffe
Les grottes de Floreffe sont des grottes touristiques qui se situent à Floreffe, dans la province de Namur (Belgique, Région wallonne).

## Localisation
L'entrée des grottes se trouve au sud de la localité de Floreffe, au bout d'un petit chemin en cul-de-sac se raccordant à la route nationale 90 (avenue Charles de Gaulle) à proximité du carrefour avec la route nationale 928 (rue Émile Lessire) qui mène à Buzet. La Sambre coule plus au nord, à environ 800 m à vol d'oiseau.

## Géologie
Les grottes font partie d'une bande calcaire d'une largeur d'environ 1 km marquant la limite nord du Condroz. Elles ont été creusées par l'infiltration des eaux du ruisseau du Bois du Duc, un affluent de la Sambre. Les grottes sont voisines de l'ancienne carrière Carsambre désaffectée depuis la fin des années 1980 et devenue un site de grand intérêt biologique.

## Découverte
Les grottes sont découvertes par hasard lorsqu'en 1860, l'architecte et peintre Émile Henkinbrant creusa les fondations de son château néo-médiéval, le château des Grottes.

## Description
Ces grottes sont riches en stalactites et stalagmites qui se rejoignent par endroits pour former d'élégantes colonnes aux formes uniques. Les couleurs de ces concrétions sont multiples passant du blanc au noir intense en passant par des teintes de roses et de bleus.

## Tourisme
Les visites guidées sont possibles sur rendez-vous.